# Heliura virecsens
Heliura virecsens är en fjärilsart som beskrevs av Heinrich Benno Möschler 1877. Heliura virecsens ingår i släktet Heliura och familjen björnspinnare. Inga underarter finns listade i Catalogue of Life.